# Andrea Thürig
Andrea Thürig, née le 12 mars 1978 à Rothenburg, est une coureuse cycliste suisse. Elle fut professionnelle au sein de l'équipe Bigla entre 2007 et 2009. Elle est la sœur de Karin Thürig.

## Palmarès
- 2006
  - Berne-Oberhünigen
  - 3e du Chrono champenois
- 2008
  - 3e étape du Tour du Trentin-Haut-Adige-Tyrol-du-Sud
  - Grand Prix Cham-Hagendorn

### Grands tours

#### Tour d'Italie
- 2008 : 35e